# Henry Paget, 1:e markis av Anglesey
Henry William Paget, 1:e markis av Anglesey, född den 17 maj 1768, död den 29 april 1854 i London, känd som lord Paget mellan 1784 och 1812 och som earl av Uxbridge mellan 1812 och 1815, var en engelsk general, son till Henry Paget, 1:e earl av Uxbridge.
Anglesey deltog som kavalleriofficer i de engelska krigen mot revolutionens Frankrike och Napoleon I; i slaget vid Waterloo anförde han det engelska kavalleriet och förlorade ett ben. Han upphöjdes kort efter Waterloo till markis av Anglesey och mottog Strumpebandsorden 1818. 
Efter fredsslutet 1815 deltog han ivrigt i det politiska livet och var medlem av kabinettet 1827–28 samt 1846–52. Två gånger tjänstgjorde han som lordlöjtnant av Irland, 1828–29 och 1830–33. Särskilt första gången var han en ivrig anhängare av en försoningspolitik gentemot irländarna, men han kom därigenom i motsättning till regeringen, varför han hemkallades.
Gift 1:o 1795 med lady Caroline Elizabeth Villiers (1774–1835) (skilda 1810). Gift 2:a gången 1810 med lady Charlotte Cadogan (1781–1853), dotter till Charles Cadogan, 1:e earl Cadogan. Sammanlagt fick han 14 barn, däribland:
- Lady Caroline Paget (1796–1874), gift med Charles Gordon-Lennox, 5:e hertig av Richmond
- Henry Paget, 2:e markis av Anglesey (1797–1869)
- Lord George Paget (1818–1880)